# HD 187123
Étoile
Source de proche infrarouge (d)
HD 187123 est une étoile de la constellation du Cygne, située à 46,048 ± 0,033 3 pc (∼150 al) de la Terre.